# Espaço N.O.
El Centro Alternativo de Cultura Espaço N.O., o simplement Espaço N.O. fou una galeria d'art activa a Porto Alegre entre 1979 i 1982.

## Història
Inspirat en l'Other Books and So... d'Amsterdam, aquest espai es va concebre com una cooperativa d'artistes d'avantguarda i es va anar configurant, a poc a poc, com un "centre alternatiu de cultura". Les seves principals activitats van consistir a reunir documentació sobre l'art contemporani, promoure esdeveniments i intercanvis amb artistes de Porto Alegre i d'altres ciutats, i democratitzar el circuit de producció i consum. Arran de tot això l'1 d'octubre de 1979 es va inaugurar la Galeria Chaves de Porto Alegre el Centro Alternativo de Cultura Espaço N.O., amb una mostra de treballs d'art postal, pel·lícules, projectes i publicacions d'artista del brasiler Paulo Bruscky. Telmo Lanes va ser l'encarregat de dissenyar el característic logotip del grup.
El Centro Alternativo de Cultura Espaço N.O. va ser promogut per un grup de dones: Simone Basso, Regina Coeli, Vera Chaves Barcellos, Karin Lambrecht, Heloisa Schneiders da Silva i Ana Torrano, procedents de l'Instituto de Artes de la Universidade Federal do Rio Grande do Sul (UFRGS). Més endavant, s'hi van adherir altres creadors i artistes vinculats al teatre, la música, l'art postal i el copy-art, entre els quals hi havia Ricardo Argemí, Milton Kurtz, Rogério Nazari, Mário Röhnelt, Sérgio Sakakibara, Cris Vigiano i Carlos Wladimirsky.
L'Espaço N.O. aspirava a convertir-se en una sala d'exposicions sense objectius comercials, destinada a promoure manifestacions artístiques impulsores de nous llenguatges, tant en l'àmbit de les arts visuals com en la música, el teatre, la dansa i la literatura. L'espai també es va posar l'objectiu de potenciar l'intercanvi d'aquests nous llenguatges amb els d'altres centres i artistes, tant nacionals com estrangers, i organitzar cursos, trobades i conferències entorn de l'art contemporani.

### Activitats
Durant els seus dos anys de vida, l'Espaço N.O. va organitzar vint-i-dues exposicions col·lectives i dinou mostres individuals, cosa que posa de manifest l'enorme vitalitat de la seva programació. Entre d'altres, s'hi van presentar projectes d'artistes com Hudinilson Jr., Marcelo Nitsche i Hélio Oiticica, i exposicions d'artistes locals, a més de mostres dels membres fundadors i d'altres artistes convidats. També s'hi van celebrar nombroses trobades amb artistes i intel·lectuals de l'època, cicles de conferències, cursos, passis de pel·lícules, concerts, lectures dramàtiques, etc.

### Tancament
L'Espaço N.O. es va dissoldre el 1982, any en què Vera Chaves Barcellos el va transformar en un arxiu d'art contemporani que va esdevenir una valuosa font d'informació sobre el context artístic de l'època.

## Fons documental
El fons documental de Nervo Óptico i de l'Espaço N.O., que pertany al Centre d'Estudis i Documentació MACBA, es va crear l'any 2009 arran d'una donació de la Fundação Vera Chaves Barcellos (Porto Alegre, Brasil), fruit d'un acord per a l'intercanvi de publicacions i altres materials documentals establert entre aquesta Fundació i el Centre d'Estudis i Documentació MACBA.
El material està organitzat en dues seccions que, al seu torn, segueixen un criteri cronològic d'ordenació. La primera secció està dedicada al grup Nervo Óptico, i conté el manifest del grup de 1976, la publicació en sèrie Nervo Óptico completa (13 números), el catàleg de l'última exposició col·lectiva del grup el 1978 a la Pinacoteca do Instituto de Artes de la UFRGS, i un fullet desplegable de l'exposició retrospectiva titulada Nervo Óptico (1977-1978). Poéticas Visuais, que va tenir lloc el 1994 també a la Pinacoteca do Instituto de Artes de la UFRGS.
La segona secció està dedicada al centre cultural Espaço N.O. i aplega molts dels catàlegs, fulls de programació, fullets, invitacions i cartells produïts pel centre per promoure les seves nombroses exposicions i activitats.